# Чемпионат мира по шорт-треку среди команд 2002
Чемпионат мира по шорт-треку среди команд 2002 года проходил 29 - 30 марта в Милуоки (США).

## Система состязаний
Для участия в чемпионате автоматически квалифицировались первые восемь стран по итогам кубка мира. По 4 конькобежца от каждой страны участвовало в гонках на 500 м и на 1000 м, по 2 конькобежца — в гонке на 3000 м, плюс проходило первенство в эстафете (на 3000 м для женщин, на 5000 м — для мужчин).

## Участники чемпионата

### Мужчины
| Место | Участники        | Очки |
| ----- | ---------------- | ---- |
| 1     | Китай            | 36   |
| 2     | Канада           | 34   |
| 3     | Республика Корея | 34   |
| 4     | Италия           | 13   |
| 5     | США              | -    |
| 6     | Япония           | -    |
| 7     | Бельгия          | -    |
| 8     | Великобритания   | -    |

### Женщины
| Место | Участники        | Очки |
| ----- | ---------------- | ---- |
| 1     | Республика Корея | 36   |
| 2     | Китай            | 35   |
| 3     | Канада           | 30   |
| 4     | США              | 18   |
| 5     | Италия           | -    |
| 6     | Болгария         | -    |
| 7     | Япония           | -    |
| 8     | Россия           | -    |

## Призёры чемпионата

### Мужчины
| Дисциплина | Золото                                                      | Серебро                                                                                            | Бронза                                                                            |
| ---------- | ----------------------------------------------------------- | -------------------------------------------------------------------------------------------------- | --------------------------------------------------------------------------------- |
| Команды    | Китай · Го Вэй · Ли Цзяцзюнь · Ли Е · Ли Хаонань · Лю Инбао | Канада · Жан-Франсуа Монетт · Эрик Бедар · Матье Тюркотт · Джонатан Гильметт · Франсуа-Луи Трамбле | Республика Корея · Ан Хён Су · Ли Сын Джэ · Ким Дон Сун · О Се Джон · Ан Джун Хён |

### Женщины
| Дисциплина | Золото                                                                               | Серебро                                                         | Бронза                                                                              |
| ---------- | ------------------------------------------------------------------------------------ | --------------------------------------------------------------- | ----------------------------------------------------------------------------------- |
| Команды    | Республика Корея · Чхве Мин Гён · Чхве Ын Гён · Чу Мин Джин · Пак Хе Вон · Ко Ги Хён | Китай · Ян Ян (A) · Фу Тяньюй · Ван Чуньлу · Лю Сяоин · Ван Вэй | Канада · Мари-Ив Дроле · Аланна Краус · Таня Висент · Энни Перро · Амели Гуле-Надон |